# Asuman Baytop

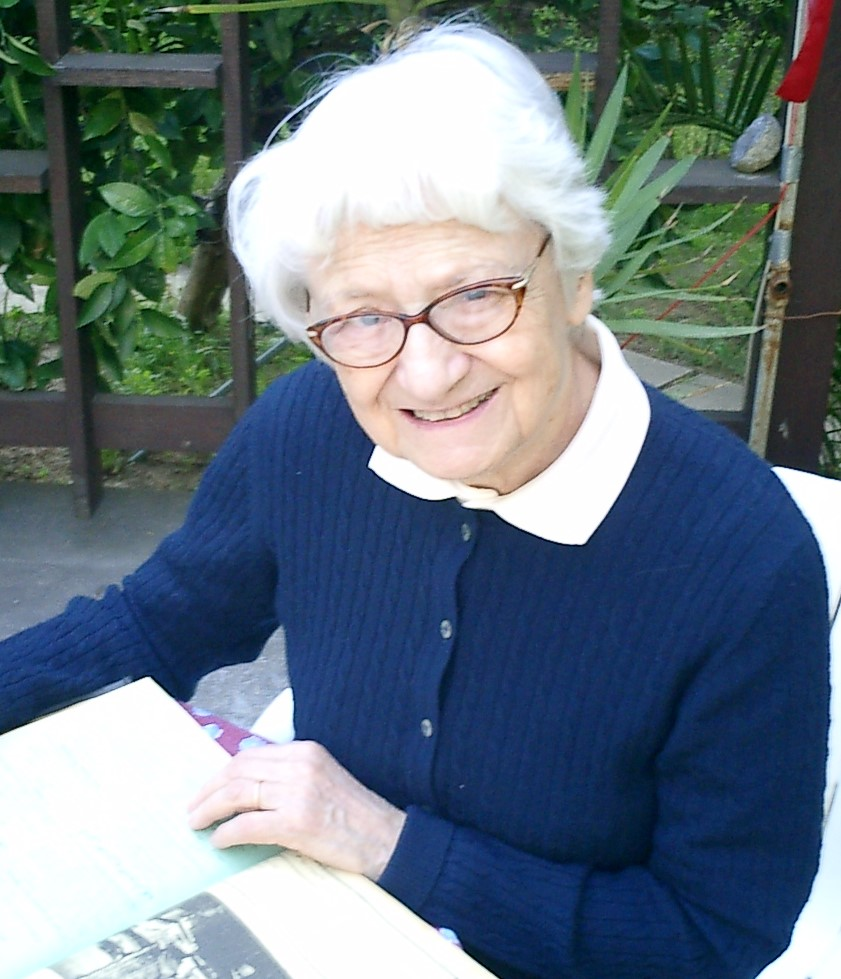
Asuman Baytop. 2003

Asuman Baytop (geb. 27. März 1920 in Istanbul; gest. 18. Februar 2015 ebenda) war eine türkische Botanikerin, Pflanzensammlerin, Pharmakologin und Pädagogin. Sie forschte über die medizinischen Eigenschaften der Flora und Vegetation der Türkei. 1964 gründete sie das Department für Pharmazeutische Botanik an der Universität Istanbul und baute das Herbarium des Departments auf. Allein dafür trug sie mehr als 23.000 Belegexemplare zusammen. Sie hat auch mehrere Arten von Crocus beschrieben und die Arten Allium baytopiorum und Colchicum baytopiorum sind nach ihr benannt.
Ihr offizielles Autorenkürzel ist A. Baytop.

## Leben
Asuman wurde 1920 in Istanbul geboren. Ihr Vater war Mehmet Kamil Berk (1878–1958), einer der Ärzte von Mustafa Kemal Atatürk. Sie absolvierte ihre Grund-, Sekundar- und Oberschulausbildung am (französischen) Sainte-Pulchérie Fransız Kız Orta Okulu (Lycée Français Privé Sainte-Pulchérie) und am Şişli Terakki Lise. Sie schloss ihre Ausbildung an der Fakultät für Naturwissenschaften, Fakultät für Pharmazie der Universität Istanbul ab und graduierte 1943 an der Fakultät für Pharmazie. Sie trat als Assistentin ins Institut für Pharmakobotanik und Genetik bei Alfred Heilbronn ein. Dann besuchte sie die Hochschule für Pharmazie der ETH Zürich, wo sie bei zu Hans Flück promovierte. Im Juni 1949 kehrte sie an die Pharmazeutische Fakultät der Universität Istanbul zurück und kam als Assistentin auf den Lehrstuhl für Pharmakognosie. 601 in der Schweiz gesammelte Pflanzenproben schenkte sie der Universität Istanbul. 1952 wurde sie außerordentliche Professorin. Ein Jahr später heiratete sie Turhan Baytop. 1963 wurde sie zur ordentlichen Professorin ernannt. Ein Jahr später wurde sie Fakultätsdirektorin des Lehrstuhls für Pharmazeutische Botanik. In der Folgezeit veröffentlichte sie Bücher über die Flora der Türkei.
Baytop forschte zunächst auf dem Gebiet der Pharmakognosie. Später setzte sie ihr Studium auf dem Gebiet der Botanik fort. Sie erstellte einen Atlas, der es ermöglichte, pflanzliche Drogen zu identifizieren und zu bestimmen. Indem sie die Pflanzenarten in verschiedenen Regionen der Türkei untersuchte, versuchte sie, ihren Nutzen und ihre medizinische Verwendung zu bestimmen, und erforschte ihre lokalen Namen. Zwischen 1968 und 1986 stellte sie der Türkischen Anstalt für Wissenschaftliche und Technologische Forschung (Türkiye Bilimsel ve Teknolojik Araştırma Kurumu, TÜBİTAK) sechs Projekte vor, und zwischen 1959 und 1982 betreute sie acht Promotionen. Zwischen 1965 und 1989 war sie Mitglied und Vorsitzende des Redaktionsausschusses der Fakultät für Pharmazie. Sie verfasste etwa 260 wissenschaftliche Publikationen. Neben Lehrbüchern verfasste sie auch Wörterbüchern. Zusammen mit Peter Hadland Davis erarbeitete sie die Türkiye Florası (Flora der Türkei). Der 8. Band des Werkes wurde Asuman und Turhan Baytop aufgrund ihrer intensiven Beiträge gewidmet.

## Familie
Sie war verheiratet mit ihrem Kollegen Turhan Baytop. Ihre Tochter Feza Günergun ist Wissenschaftshistorikerin. Nach Baytop, bzw. dem Ehepaar Baytop, wurden verschiedene Pflanzen benannt, so zum Beispiel Allium baytopiorum, Astragalus baytopianus, Colchicum baytopiorum, Crocus baytopiorum, Galium baytopiorum, Nepeta baytopii und Stachys baytopiorum.

## Exkursionen
Die botanischen Exkursionen von Asuman Baytop fanden im Allgemeinen drei Regionen statt: Istanbul, Thrakien und den Anatolischen Regionen. Während ihrer Studienzeit begann sie mit dem Studium der Flora Istanbuls. Später hatte sie Gelegenheit zur Recherche während der von Alfred Heilbronn organisierten Reisen und während ihrer Assistentenjahre. In den folgenden Jahren bereiste sie beide Regionen Istanbuls und nahm an den Reisen teil, die von der 1950 gegründeten Türk Biyoloji Derneği (Türkische Biologische Vereinigung) organisiert wurden. Sie schrieb besonders sorgfältig über die Pflanzen von Istanbul. Ihre Reisen in Thrakien und Anatolien endeten erst mit ihrer Pensionierung. Sie unternahm jedoch weiterhin kurze Ausflüge in die Umgebung Istanbuls. Die Studie İstanbul Yöresi Bitkileri (2002) war das Ergebnis und die umfassende Version anderer Artikel, die sie über diese Region zusammengestellt hatte. Asuman Baytop war Sammlerin von 70 % der 8500 in Istanbul gesammelten Pflanzenproben, die bei ISTE registriert sind.
Die Region Thrakien besuchte sie wegen der Nähe zu Istanbul sehr oft. Thrakien war für Baytop interessant, da die Flora der Region kaum erforscht war. Sie ging zum ersten Mal im Juni 1954 nach Tekirdağ. In den folgenden sieben Jahren untersuchte sie die Region noch drei Mal. Zwischen 1966 und 1980 vertiefte sie ihr Studium, indem sie weitere Regionen erkundete und ungefähr 50 Exkursionen organisierte. In den neunziger Jahren beendete sie ihre Reisen nach Thrakien. Laut Probenregister von ISTE sammelte sie 7470 Proben aus der Region Thrakien, von denen zwei für die wissenschaftliche Welt neu waren. Sie veröffentlichte ihre Arbeiten unter anderem in Notes from the Royal Botanic Gardens Edinburgh, Curtis’s Botanical Magazine, Biologi, Türk Biologi Dergisi, İstanbul Üniversitesi Eczacılık Fakültesi Mecmuası (Zeitschrift der Fakultät für Pharmazie der Universität Istanbul) und Willdenowia.
Während ihrer Assistenzzeit (1943) begann sie Forschungen über Anatolien. 1945 nahm sie an der von Heilbronn organisierten Uludağ-Exkursion teil und bereiste 1946 Südwestanatolien. Zwischen 1947 und 1949 legte sie in der Schweiz ihre erste private Pflanzensammlung an. Später spendete sie die Pflanzen, die sie dort gesammelt hatte, der Universität Istanbul. Sie unternahm etwa 25 Pflanzensammelreisen in die Marmararegion Anatoliens. 1987 unternahm sie dreimal Kurzreisen nach Anatolien und sammelte Tausende von Pflanzen, davon acht neue Arten und drei Unterarten, die für die Wissenschaft neu waren. Nach ihrer Pensionierung wandte sie sich wieder der Flora Istanbuls zu.

## Auszeichnungen
- Silberne Ehrenmedaille des I. Uluslararası Balkan Flora ve Vejetasyonu Sorunları Sempozyumu Gümüş Onur Madalyası (1. Internationalen Flora- und Vegetations-Symposium auf dem Balkan) Istanbul 1978.
- Ehrendoktor der Anadolu Üniversitesi für Pharmazie, Eskişehir 1991.
- TÜBİTAK Hizmet Ödülü (TÜBİTAK Service Award) Ankara 1999.
- Eczacılık Ödülleri 2005 Onur Ödülü (Pharmazie-Ehrenpreis 2005) Istanbul 2005.
- Türk Eczacıları Birliği Eczacılık Akademisi Hizmet Ödülü (Auszeichnung des Türk Eczacıları Birliği – Türkischer Apothekerverband) Istanbul 2006.
- İlaç Endüstrisi İşverenler Sendikası ‘Şükran Havanı’ („Dankes-Mörser“ der Arbeitgebergewerkschaft der pharmazeutischen Industrie) Istanbul 2006.
- Türkiye Florası Madalyası (Medaille der Flora der Türkei) Eskişehir 2007.

## Werke
Sie hat über 260 wissenschaftliche Beiträge veröffentlicht. Ihre wichtigsten Werke sind:
- Bitkisel Drogların Anatomik Yapısı (Anatomische Struktur von Pflanzendrogen, 1959)
- Tıbbi Bitkiler Atlası (Atlas der medizinischen Pflanzen, 1978)
- Farmasötik Botanik (Pharmazeutische Botanik, 1967)
- Farmasötik Botanik Uygulamaları (Anwendungen pharmazeutischer Botanik, 1993)
- Bitkilerin Bilimsel Adlarındaki Niteleyiciler ve Anlamları (Beschreibende Bestandteile und Bedeutungen in wissenschaftlichen Pflanzennamen, 1995)
- İngilizce-Türkçe Botanik Kılavuzu (Englisch-türkisches botanisches Handbuch, 1998)
- Türkiye’de Botanik Tarihi Araştırmaları (botanische historische Forschungen in der Türkei, 2003).